# Palacio del Marqués de Alcántara
El Palacio del Marqués de Alcántara es un palacio situado en Soria, la capital de la provincia de Soria en la comunidad autónoma de Castilla y León. Se construyó en el siglo XVII. El palacio, ubicado en la intersección de la calle Caballeros y la calle Núñez, es un monumento arquitectónico protegido (Bien de Interés Cultural) desde 1949.[cita requerida]

## Historia
Fue construido a finales del siglo XVII y terminado en 1704 por Martín Pedro González de Castejón Medrano Belvís e Ibáñez, I Marqués de Velamazán, regidor perpetuo de Soria. Los Condes de Fuerteventura y Marqueses de Velamazán, quienes posteriormente recibieron el título de Marqueses de Alcántara, es uno de los grandes palacios que conserva la ciudad de Soria, con influencia de la arquitectura barroca madrileña. 

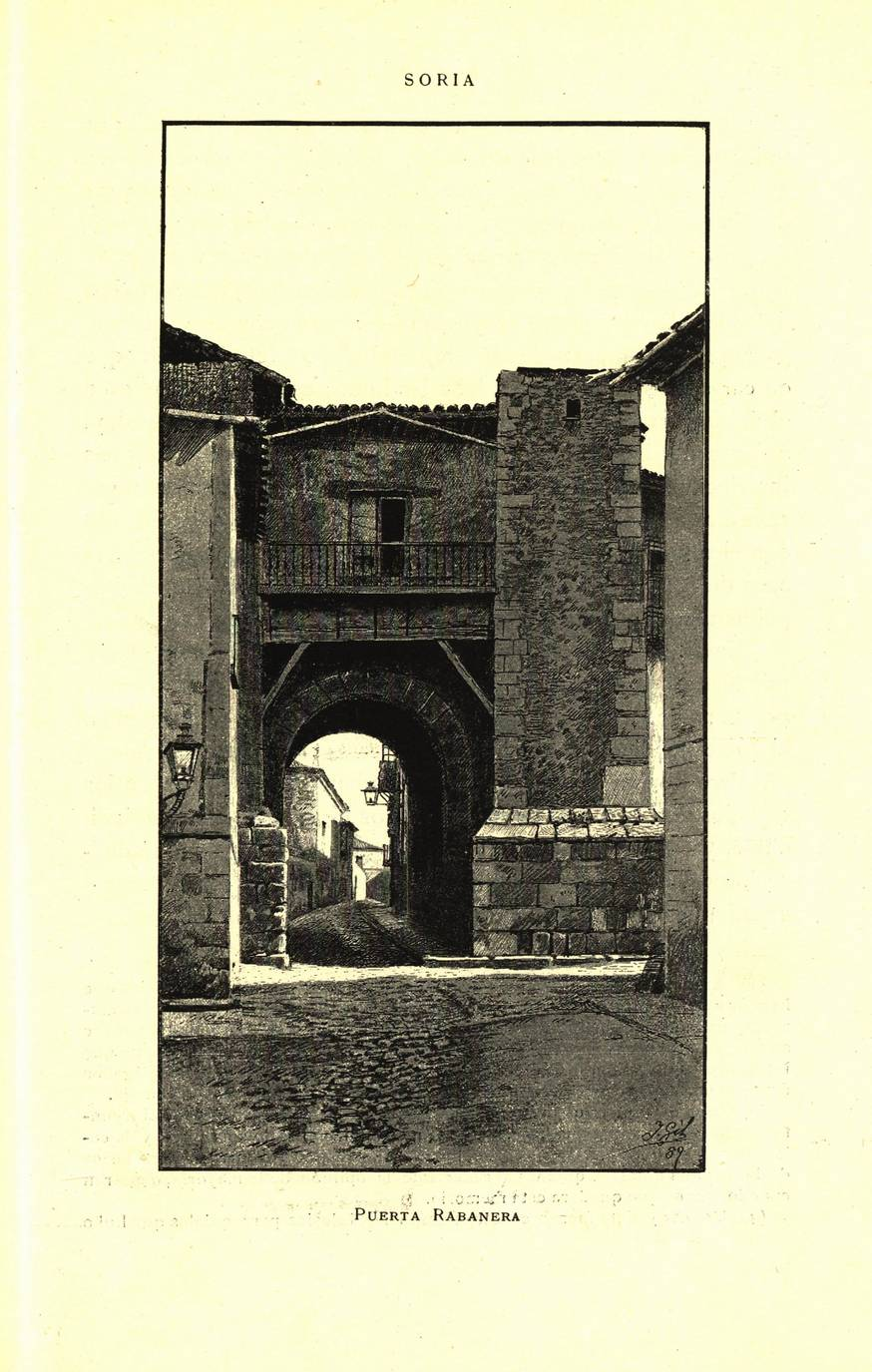
Cubo derecho, correspondiente a la actual cubo. 1889, España, sus monumentos y sus artes, su naturaleza e historia, Soria, Puerta Rabanera, Isidro Gil

El edificio de dos plantas tiene una torre de esquina con una campana puntiaguda y una espléndida portada con almohadillado como decoración. La parte baja de la torre con piedra de sillería, corresponde a uno de los dos cubos que flanqueaban la Puerta de Rabanera, por lo tanto es el único vestigio que se conserva de las puertas de la ciudad. Sobre el portal se encuentra el escudo de los Marqueses de Alcántara. En el dintel de uno de los balcones se encuentra la inscripción de la finalización de las obras, 1704.
En el palacio se desarrolla el cuento El rayo de luna (publicado en 1862), escrito por Gustavo Adolfo Bécquer.
En 1930 se acometen obras de remodelación con el arquitecto José María Barbero, la planta baja se abren los ventanales actuales, y se añadieron dos nuevos cuerpos sobre la cornisa que franquea la fachada. También se añade la torre esquinada, rematada con chapitel de pizarra. Se construyó sobre uno de los cubos que quedó tras el derribo en 1887 de la Puerta de Rabanera.
En febrero de 2021, el ayuntamiento de Soria compra el inmueble para un uso cultural y empresarial.
En mayo de 2023, el ayuntamiento presenta un proyecto que aspira a la concesión de ayudas de los de los Fondos Next Generation para la rehabilitación exterior donde se encuentra un lienzo de 100m. de largo de la muralla.